# Día Internacional de la Audición
El Día Mundial de la Audición es una jornada de divulgación que se celebra anualmente el 3 de marzo desde 2013, promulgada por la Organización Mundial de la Salud (OMS), otros organismos y organizaciones el 3 de marzo del 2007.

## Proclamación
El Día Mundial de la Audición fue instaurado inicialmente como el Día Internacional del Cuidado del Oído el 3 de marzo de 2007, tras la Primera Conferencia Internacional sobre Prevención y Rehabilitación de la Pérdida Auditiva en Pekín, China. Uno de los principales resultados de esta conferencia fue la Declaración de Pekín, que recomendaba establecer un día internacional para promover acciones globales sobre el cuidado auditivo y minimizar la incidencia de la pérdida auditiva. La OMS, junto con el Centro de Investigación de Rehabilitación para Niños Sordos de China (CRRCDC, por sus siglas en inglés), la Federación de Personas con Discapacidad de China (CDPF) y otras organizaciones, promovieron esta iniciativa. En 2016, se cambió el nombre a Día Mundial de la Audición para reflejar mejor su alcance global y objetivo.

## Celebración
El 3 de marzo aparte de rememorar la conferencia del 2007, se eligió debido a la representación visual de los números 3.3, simbolizando ambos oídos. La primera vez que se observó fue el 3 de marzo de 2013. Desde su establecimiento, ha visto un crecimiento en la participación de Estados miembros y organizaciones asociadas, realizando diversas actividades y eventos a nivel mundial.

## Temas
- 2013: Audición sana, vida feliz - Salud auditiva del adulto mayor [4]
- 2014: El Cuidado del oído puede evitar la pérdida auditiva[5]
- 2015: Escuchar sin riesgos![6]
- 2016: Pérdida de audición en la niñez[7]
- 2017: Actuar contra la pérdida de audición: una buena inversión[8]
- 2018: Escucha el futuro[9]
- 2019: ¡Examina tu audición![10]
- 2020: No permitas que la pérdida auditiva te limite. Escuchar para toda la vida[11]
- 2021: Cuidado de la audición para TODOS. Identificar. Rehabilitar. Comunicarse[12]
- 2022: Para oír de por vida, ¡escucha con cuidado![13]
- 2023: ¡Cuidado del oído y la audición para todos! - Hagámoslo realidad[14]

- 2024: Un cambio de mentalidad - ¡Que el cuidado del oído y la audición sea una realidad para todo el mundo![15]